# Rjó Mijaiči
Rjó Mijaiči (japonsky: 宮市 亮; * 14. prosince 1992) je japonský fotbalista, který v současné době hraje jako křídlo v německém klubu FC St. Pauli. Je považován za velký japonský, ale i světový talent.

## Začátky
Rjó pochází ze sportovní rodiny. Jeho otec Tacuja býval baseballovým hráčem, který hrál a později i trénoval v týmu Toyota Motors. Jeho bratr Cujoši je rovněž fotbalistou. Mijaiči začal s fotbalem na základní škole, kde nastupoval za tým Sylphid F.C. z Nagoje. Později po přechodu na Čúkjódai Čúkjó High School hrával za školní tým. V roce 2010 se s týmem účastnili turnaje All Japan High School Soccer Tournament, avšak byli vyřazeni již v prvním kole.

## Klubová kariéra

### Arsenal FC
Mijaiči se poprvé podíval do Arsenalu v létě 2010, kdy byl do klubu pozván na zkoušku. Jeho výkony zaujaly manažera londýnského celku Arsène Wengera natolik, že mu následně nabídl k podpisu smlouvu s klubem. Rjó se k týmu připojil 31. ledna 2011 a podepsal svůj první profesionální kontrakt.

### Hostování ve Feyenoordu
Ihned po podpisu smlouvy bylo oznámeno, že se Rjó připojí k týmu Feyenoordu, kde stráví na hostování zbytek sezony 2010-11. Již 5. února odehrál svůj první zápas za nizozemský celek. Feyenoord v něm pouze remizoval s Vitesse 1-1, Rjó odehrál celé utkání a byl vyhlášen mužem zápasu. Další vydařený zápas měl proti Heracles Almelo, kde vstřelil úvodní branku a připravil druhou pro svého spoluhráče. 17. dubna 2011 při výhře 6-1 nad Willem II vstřelil Mijaiči dvě branky a dvě připravil.

### Zpátky v Arsenalu
Po skončení hostování se Rjó vrátil do Arsenalu a s týmem absolvoval letní přípravu. Byl součástí 23členného výběru, který odcestoval na předsezónní turné po Asii. V dresu Arsenalu se poprvé představil v rámci asijského turné, kdy nastoupil proti výběru Malajsie XI.
9. srpna obdržel Mijaiči pracovní povolení, což pro něj znamenalo, že mohl nastoupit za Arsenal k soutěžnímu utkání. Mijaičiho debut v soutěžním utkání přišel 20. září 2011, kdy nastoupil jako střídající hráč v 71. minutě k utkání Carling Cupu proti týmu ze čtvrté ligy Shrewsbury Townu.

### Hostování v Boltonu
Na konci ledna 2012 byl Rjó poslán do týmu Premier League Boltonu Wanderers. Za tým debutoval 11. února v utkání proti Wiganu. kdy o poločase střídal Martina Petrova. Utkání skončilo porážkou Boltonu 1-2. Svůj první start v základní sestavě a svoji první branku za klub si připsal následující týden v utkání FA Cupu proti Millwallu. Svými výkony velmi rychle získal pevnou pozici v týmu Owena Coyla. Fanoušci Boltonu ho v měsíci únor zvolil hráčem měsíce. Během svého hostování odehrál dvanáct ligových utkání a další dva starty přidal v poháru.

## Reprezentace
Rjó reprezentoval svoji zemi ve všech věkových kategoriích - od výběru do patnácti let až do týmu devatenáctiletých. Do seniorské reprezentace byl poprvé povolán v únoru 2012, avšak do kvalifikačního zápasu proti Uzbekistánu nezasáhl. Debutu se dočkal v květnu téhož roku v přátelském utkání proti Ázerbájdžánu.

## Statistiky
| Japonsko | Japonsko | Japonsko |
| Roky     | Záp.     | Góly     |
| -------- | -------- | -------- |
| 2012     | 2        | 0        |
| Celkem   | 2        | 0        |